# Aceratophallus dux
Aceratophallus dux är en mångfotingart som beskrevs av Chamberlin 1914. Aceratophallus dux ingår i släktet Aceratophallus och familjen Rhachodesmidae. Inga underarter finns listade i Catalogue of Life.